# Földes Dezső (színművész)
Földes Dezső, született Mautner Dezső (Szekszárd, 1886. február 25. – Budapest, Józsefváros, 1946. március 10.) színész, rendező, színigazgató.

## Életútja
Mautner József szeszgyáros és Fleischmann Nina gyermekeként izraelita családban született. 1906-ban szerezte diplomáját a Színművészeti Akadémián. 1906-07-ben Pozsonyban lépett fel először, majd 1907 és 1910 között Sopronban játszott. 1910–11-ben Feld Irén Kamarajáték társulatában szerepelt Budapesten, ezután 1911–12-ben visszatért Sopronba.
1912-ben a Ferenczy Kabaréban, 1913–14-ben újból Pozsonyban lépett fel, majd az első világháborúban harcolt. 1918–19-ben Pozsonyban lépett színpadra. 1919-ben a budapesti színészek szakszervezetében tevékenykedett, majd 1919-től Csehszlovákiában élt. Színész és rendező volt Kassán, 1923–24-ben igazgatta a Pozsonyi Városi Színház magyar együttesét. 
Bemutatták többek között Sebesi Ernő: Félemberek; Šrámek: Nyár és Langer Teve a tű fokán című drámáját. 1928 és 1939 között a magyar nyugat-szlovákiai színikerületre rendelkezett koncesszióval, megrendezte Čapek R.U.R. című drámáját. A pozsonyi rádió magyar műsora számára több művet dolgozott át és rendezett. A második világháború idején Budapesten működött. Az ő vezetésével indult újra 1945 elején Kispesten a színházi élet.
Felesége Mihályi Lici színésznő volt, Mihályi Ernő testvére.